# Messaging Layer Security
Messaging Layer Security（MLS）とは、エンドツーエンド暗号化メッセージのためのセキュリティ層である。Internet Engineering Task ForceのMLSワーキンググループによって管理されており、5万人程度のグループと複数のデバイスからそれらのチャットシステムに接続するユーザー向けに、効率的で実用的なセキュリティの仕組みを提供するように設計されている。

## セキュリティ特性
MLSのセキュリティ特性には、メッセージの機密性、メッセージの完全性と認証、メンバーシップ認証、非同期性、前方秘匿性、侵害後のセキュリティ、スケーラビリティが含まれる。

## 歴史
このアイデアは2016年に生まれ、ベルリンで開催されたIETF 96の非公式会議でWire、Mozilla、シスコシステムズの参加者と共に初めて議論された。
当初のアイデアは、安全な1対1とグループ通信のためのペアワイズ暗号化に基づいていた。2017年にオックスフォード大学とFacebookが非同期ラチェッティングツリーに関する学術論文を発表し、より効率的な暗号化方式に焦点が当てられた。
最初のBoF（Birds of a Feather）は2018年2月にロンドンで開催されたIETF 101で行われた。創設メンバーはMozilla、Facebook、Wire、Google、Twitter、オックスフォード大学、INRIAだった。
2023年3月29日、IETFはMessaging Layer Security（MLS）を新しい規格として公開することを承認した。MLSは2023年7月19日に正式に公開された。同日、GoogleはRCS経由のGoogle メッセージで使用されるエンドツーエンド暗号化にMLSを追加することを発表した。2025年3月、GSMAはRCSのUniversal Profile 3.0規格がMLSに対応することを発表し、AppleはメッセージでこのRCS規格に対応することを発表した。
MatrixはMLSへの移行を宣言しているプロトコルの1つである。
MLSにポスト量子暗号（PQC）を追加することが研究中だが、現時点ではMLSはPQCに対応していない。

## 実装
| 実装    | 言語       | ライセンス |
| ------- | ---------- | ---------- |
| OpenMLS | Rust       | MIT        |
| MLS++   | C++        | 二条項BSD  |
| mls-rs  | Rust       | Apache 2.0 |
| MLS-TS  | TypeScript | Apache 2.0 |